# Soft and Wet
Singles de Prince
Just as Long as We're Together
(1978)
Soft and Wet est une chanson de Prince et le premier single extrait de l'album For You. Les paroles furent écrites par Prince et Chris Moon, et la musique composée par Prince. La chanson se classa à la 92e position au Billboard Hot 100 le 25 novembre 1978.
C'est une chanson funk et disco comprenant batterie, basse et synthétiseurs. Déjà un petit exemple de ce qui deviendra le Minneapolis sound. Les paroles sont essentiellement centrées sur le sexe. Prince cherche à s'attirer les faveurs d'une fille qu'il admire.
Le titre sera interprété durant le Prince Tour et occasionnellement pour le Dirty Mind Tour. Il réapparaîtra pour la tournée Hit n Run – Parade Tour en 1986.
Wendy Melvoin va déclarer plus tard qu'en 1978 alors qu'elle avait 16 ans, qu'elle était en boite quand ils ont passé la chanson Soft and Wet. Elle se précipita vers la cabine du DJ pour demander : « Qui est cette fille ? Qui est cette fille que tu viens de passer ? ». Le DJ étonné lui répondit : « Il s'appelle Prince, il est de Minneapolis. » Wendy est immédiatement devenue dingue de ce mec selon ses mots et est devenue seulement deux ans plus tard sa guitariste. 
Le rappeur américain MC Hammer reprit la chanson sous le titre She's Soft and Wet, parue sur son troisième album studio, Please Hammer Don't Hurt 'Em.
Elle est mentionnée dans le film Incassable lorsque Audrey (Robin Wright) avoue à son mari David (Bruce Willis) qu'il s'agit de sa chanson préférée.
Dans le manga JoJolion, le Stand de Josuke porte le nom Soft and Wet, l'auteur Hirohiko Araki étant fan de Prince.

## Liste des titres
| No | Titre        | Paroles            | Musique | Durée |
| -- | ------------ | ------------------ | ------- | ----- |
| A. | Soft and Wet | Prince, Chris Moon | Prince  | 3:01  |
| B. | So Blue      | Prince             | Prince  | 4:26  |